# 紅梅焼
紅梅焼（こうばいやき）は煎餅（せんべい）の一種。小麦粉に砂糖を混ぜ、こねて伸ばし、鉄板で焼いたもの。梅の花などの型抜きをして焼いたためにこの名がある。

## 江戸・浅草の紅梅焼
江戸では、享保年間、浅草観音堂の境内で、紅梅の名木にあやかり、梅花の形をした小型の煎餅を焼いて売ったところ、名物となり、江戸の至る所に紅梅焼を売る店が出現した。江戸時代末期には江戸駄菓子の一つとして人気を博し、夏目漱石の『坊っちゃん』にも登場するが、2015年現在、浅草では作っていない。

## 三重県・多度大社の紅梅焼
三重県桑名市多度町の紅梅焼は、山椒の風味を持つ。原材料は、小麦粉、砂糖、山椒の実を粉にしたもの。これらを混ぜ合せ、鉄板上で焼いて作られる。堅焼きの煎餅で、歯ごたえがある。江戸時代の安政年間に考案された。多度八景の1つ、野々宮梅林の紅梅をかたどったものと考えられている。現在も多度大社の門前町の名物として親しまれている。
東大阪市の石切神社の門前町にも同名の菓子が、また四国にもよく似た菓子があり、関連性がうかがえる。

## 山梨県の紅梅焼
山梨県の紅梅焼は、外身は固めだが、中は柔らかくて甘く、カステラあるいはソフトクッキーに似た風味の菓子である。江戸駄菓子の紅梅焼が、甲斐にも流入し、独自に変化したものといわれている。